# Другий уряд Павла Лазаренка
Другий уряд Павла Лазаренка — Кабінет Міністрів України під очільництвом Прем'єр-міністра Павла Івановича Лазаренка. Діяв з 11 липня 1996 до 2 липня 1997 року.
5 липня 1996 року Президент України Леонід Кучма прийняв відставку Прем'єр-міністра Павла Лазаренка у зв'язку з прийняттям нової Конституції України. Кабінету Міністрів доручено виконувати свої повноваження до початку роботи новосформованого Кабінету. Так закінчився період Першого уряду Павла Лазаренка.
11 липня 1996 року Президент призначив Павла Лазаренка Прем'єр-міністром України вдруге. Таким чином, Другий уряд Лазаренка став першим українським урядом, що діяв у конституційному полі.

## Склад Уряду
- Лазаренко Павло Іванович — Прем'єр-міністр України (з 11.07.1996 по 02.07.1997)[2][3]
- Дурдинець Василь Васильович — Перший віце-прем'єр-міністр України (з 12.07.1996)[4]
- Ємець Олександр Іванович — віце-прем'єр-міністр України з політико-правових питань (до 14.08.1996)[5]
- Кінах Анатолій Кирилович — віце-прем'єр-міністр України з питань промислової політики (до 21.09.1996)[6]
- Курас Іван Федорович — віце-прем'єр-міністр України (з 12.07.1996)[7]
- Зубець Михайло Васильович — віце-прем'єр-міністр України (з 05.08.1996)[8]; Міністр сільського господарства і продовольства України (з 07.04.1997)[9]
- Пинзеник Віктор Михайлович — віце-прем'єр-міністр України (з 21.09.1996 по 07.04.1997)[10][11]
- Тігіпко Сергій Леонідович — віце-прем'єр-міністр України (з 08.04.1997)[12]
- Кравченко Юрій Федорович — Міністр внутрішніх справ (з 11.07.1996)[13]
- Кузьмук Олександр Іванович — Міністр оборони (з 11.07.1996)[14]
- Удовенко Геннадій Йосипович — Міністр закордонних справ (з 11.07.1996)[15]
- Бочкарьов Юрій Георгійович — Міністр енергетики і електрифікації (з 12.07.1996 по 06.05.1997)[16][17]; Міністр енергетики (з 06.05.1997)[18]
- Головатий Сергій Петрович — Міністр юстиції (з 12.07.1996)[19]
- Данькевич Іван Петрович — Міністр транспорту (з 12.07.1996 по 07.05.1997)[20][21]
  - Круглов Микола Петрович — Міністр транспорту (з 23.05.1997)[22]
- Короневський Валентин Максимович — Міністр фінансів (з 12.07.1996 по 25.02.1997)[23][24]
  - Мітюков Ігор Олександрович — Міністр фінансів (з 26.02.1997)[25]
- Костенко Юрій Іванович — Міністр охорони навколишнього природного середовища та ядерної безпеки (з 12.07.1996)[26]
- Хорішко Анатолій Ілліч — Міністр сільського господарства і продовольства (з 12.07.1996 по 14.02.1997)[27][28]
- Поляков Сергій Васильович — Міністр вугільної промисловості (з 13.07.1996 по 18.07.1996)[29][30]
  - Русанцов Юрій Олександрович — Міністр вугільної промисловості (з 05.09.1996)[31]
- Шведенко Микола Миколайович — Міністр рибного господарства (з 13.07.1996)[32]
- Остапенко Дмитро Іванович — Міністр культури і мистецтв (з 05.08.1996)[33]
- Самоплавський Валерій Іванович — Міністр лісового господарства (з 05.08.1996)[34]
- Малєв Валерій Іванович — Міністр машинобудування, військово-промислового комплексу і конверсії (з 05.08.1996 по 25.02.1997)[35][36]
- Гуреєв Василь Миколайович — Міністр економіки (з 05.08.1996 по 25.02.1997)[37][38]; Міністр машинобудування, військово-промислового комплексу і конверсії (з 26.02.1997)[39]
  - Єхануров Юрій Іванович — Міністр економіки (з 26.02.1997)[40]
- Осика Сергій Григорович — Міністр зовнішніх економічних зв'язків і торгівлі (з 23.08.1996)[41]
- Мазур Валерій Леонідович — Міністр промисловості (з 05.08.1996)[42]
- Згуровський Михайло Захарович — Міністр освіти (з 08.08.1996)[43]
- Каскевич Михайло Григорович — Міністр праці (до 08.08.1996)[44]
  - Білоблоцький Микола Петрович — Міністр праці (з 08.08.1996)[45]
- Єфремов Валерій Павлович — Міністр зв'язку (до 08.08.1996)[46]
  - Худолій Дмитро Андрійович — Міністр зв'язку (з 08.08.1996)[47]
- Борисенко Микола Іванович — Міністр статистики (до 08.08.1996)[48]
  - Осауленко Олександр Григорович — Міністр статистики (з 08.08.1996 по 25.02.1997)[49][50]
- Кальченко Валерій Михайлович — Міністр з питань надзвичайних ситуацій (з 31.08.1996)[51]
- Єршов Аркадій Віталійович — Міністр соціального захисту населення (до 08.08.1996)[52]
  - Овчаренко Петро Павлович — Міністр соціального захисту населення (з 28.08.1996)[53]
- Семиноженко Володимир Петрович — Міністр у справах науки і технологій (з 28.08.1996)[54]
- Борзов Валерій Пилипович — Міністр у справах молоді і спорту (до 20.08.1996)[55]
  - Станік Сюзанна Романівна — Міністр у справах сім'ї та молоді (з 05.09.1996)[56]
- Короленко Євген Сергійович — Міністр охорони здоров'я (до 13.07.1996)[57]
  - Сердюк Андрій Михайлович — Міністр охорони здоров'я (з 05.09.1996)[58]
- Мінченко Анатолій Каленикович — Державний міністр України з питань промислової політики та паливно-енергетичного комплексу (з 21.09.1996)[59]
- Пустовойтенко Валерій Павлович — Міністр Кабінету Міністрів України (з 12.07.1996)[60].

## Ключові рішення
- Положення про фінансово-промислові групи[61]
- створення на існуючій базі вищих навчальних закладів: Дипломатичної академії України[62], Львівського державного аграрного університету[63], Львівського державного медичного університету[64], Тернопільського державного технічного університету імені Івана Пулюя[65], Кримського державного аграрного університету[66], Тернопільського державного педагогічного університету[67], Кам'янець-Подільського державного педагогічного університету[68] та ін.
- підготовка законопроєктів у зв'язку з прийняттям Конституції України[69][70]
- Правила роздрібної торгівлі алкогольними напоями[71]
- прийняття в експлуатацію будинку Палацу культури «Україна» після завершення капітального ремонту[72][73]
- створення Державної інспекції праці[74]
- створення ЄДАПС[75]
- використання векселів при розрахунках за газ[76]
- програма комплексної реконструкції та реставрації Одеського державного академічного театру опери та балету[77]
- впорядкування діяльності митних ліцензійних складів[78]
- створення державних компаній та концернів: «Укрспецекспорт»[79], «Укрпапірпром»[80], «Хліб України»[81], «Укрзолото»[82], «Укрспирт»[83], «Артем»[84], «Топаз»[85], «Укрзакордоннафтогазбуд»[86], «Укртранснафта»[87]
- запровадження шкільної форми, гарячих обідів дітям-сиротам та дітям із малозабезпечених сімей, плати за користування підручниками в загальноосвітніх школах[88][89][90]
- супроводження грошової реформи[91]
- Угода між Урядом України та Управлінням Верховного Комісара ООН у справах біженців[92]
- заснування Міжнародного конкурсу балету імені Сергія Лифаря[93], Міжнародного музичного конкурсу імені Миколи Лисенка[94]
- створення комбінату «Криворіжсталь»[95]
- створення Єдиної супутникової системи передачі інформації (див.: Укркосмос)[96]
- підтримка наукових досліджень в Антарктиці[97]
- Комплексна державна програма енергозбереження України[98]
- утворення державної служби медицини катастроф[99]
- Положення про Державну автомобільну інспекцію МВС[100]
- утворення Національного інституту українсько-російських відносин[101]
- заснування в Україні Центру інформації та документації НАТО[102]
- Угода між Урядом України і Урядом Російської Федерації про взаємні розрахунки, пов'язані з поділом Чорноморського флоту та перебуванням Чорноморського флоту Російської Федерації на території України[103]
- Кліматична програма України[104].

## Оцінки діяльності, відставка
Оцінки періоду прем'єрства Лазаренка суперечливі. З одного боку, саме в цей час Україна безтравматично перейшла на національну грошову одиницю та досягла відносної стабільності в економіці. З іншого, Лазаренка звинувачували у масштабному тиску на бізнес та фінансових зловживаннях. Корпорація Єдині енергетичні системи України в той час стала фактично монопольним постачальником російського газу на підприємства промисловості.
У липні 1996 на Прем'єр-міністра Павла Лазаренка було скоєно замах:
|                                                                          | 16 липня 1996 року, всього за шість днів потому, як Лазаренко обійняв посаду Прем'єр-міністра, хтось намагався підірвати в повітря його машину, котра у супроводі конвою їхала з київського аеропорту до Донецька. Попри усю складність підготовки, спроба виявилася невдалою. |
| — Андерс Ослунд, Як Україна перейшла до ринкової економіки та демократії | |

Згідно з оцінками шведського економіста Андерса Ослунда, Лазаренко на чолі уряду:
- запроваджував надмірне держрегулювання, організувавши масові побори з підприємців;
- отримував вигоду від монополії офшорної компанії ЄЕСУ, яку всіляко підтримував;
- блокував експорт зерна, відтак скуповував його надлишки за низькими цінами внутрішнього ринку, а згодом — експортував це зерно власноруч;
- проводив непрозору корупційну приватизацію великих підприємств[106].

|                                                                          | Увесь час, що Лазаренко обіймав посаду Прем'єр-міністра, він був надзвичайно активним; скидалося навіть на те, що він перебрав лідерство у Кучми на себе, упевнено вхопившись за економічну політику. Жодна людина не розуміла, які між ними відносини… |
| — Андерс Ослунд, Як Україна перейшла до ринкової економіки та демократії | |

2 липня 1997 року Президент України Леонід Кучма видав три Укази:
№ 599 — Про відставку Прем'єр-міністра України П. Лазаренка («нібито за станом здоров'я»);
№ 604 — Про виконання Кабінетом Міністрів України своїх повноважень (Кабінету Міністрів доручено виконувати свої повноваження до початку роботи новосформованого Уряду);
№ 605 — Про призначення В. Дурдинця виконуючим обов'язки Прем'єр-міністра України.
Повернувшись на посаду голови Дніпропетровської обласної ради, Павло Лазаренко оголосив про перехід в опозицію. У вересні 1997 він очолив партію «Громада», яка у березні наступного року пройшла до Верховної Ради.
Партія Лазаренка створила перший в Україні «тіньовий уряд», який очолила Юлія Тимошенко.
Після звинувачень у корупції Павло Лазаренко залишив Україну.